# Dodecaedro rombico
In geometria solida, il dodecaedro rombico o rombododecaedro  è uno dei tredici poliedri di Catalan.

## Facce e dualità

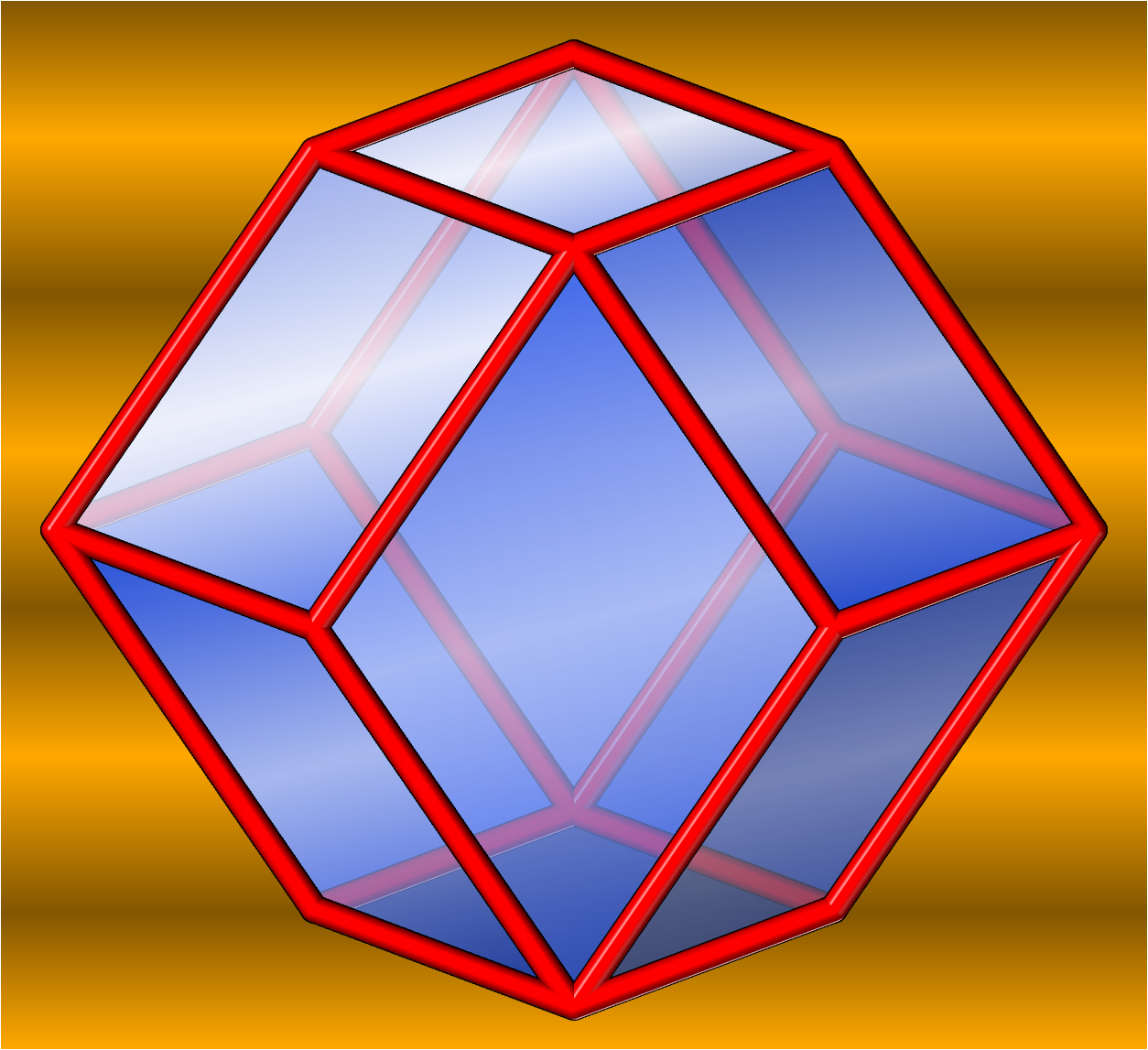
Dodecaedro rombico in assonometria

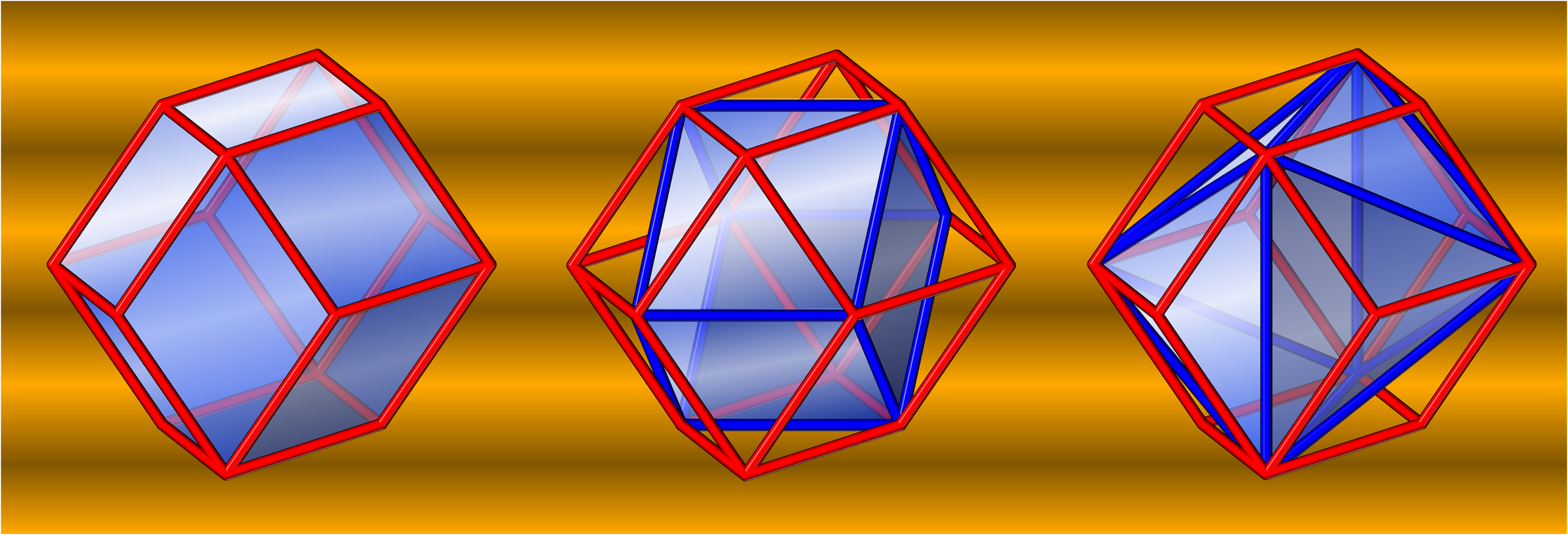
Cubo e ottaedro (mutuamente duali) inscritti nel dodecaedro rombico

Il dodecaedro rombico ha 12 facce a forma di rombo le cui diagonali possiedono lo stesso rapporto che sussiste tra il lato e la diagonale di un quadrato. Si tratta di un solido di Catalan, ovvero di un poliedro duale ad un solido archimedeo, il cubottaedro.
Come tutti i solidi di Catalan, il dodecaedro rombico è uniforme sulle facce: per ogni coppia di facce esiste una simmetria del poliedro che sposta la prima sulla seconda. 
Il dodecaedro rombico è inoltre anche omogeneo sugli spigoli: per ogni coppia di questi esiste una simmetria che sposta il primo sul secondo.

## Area e volume

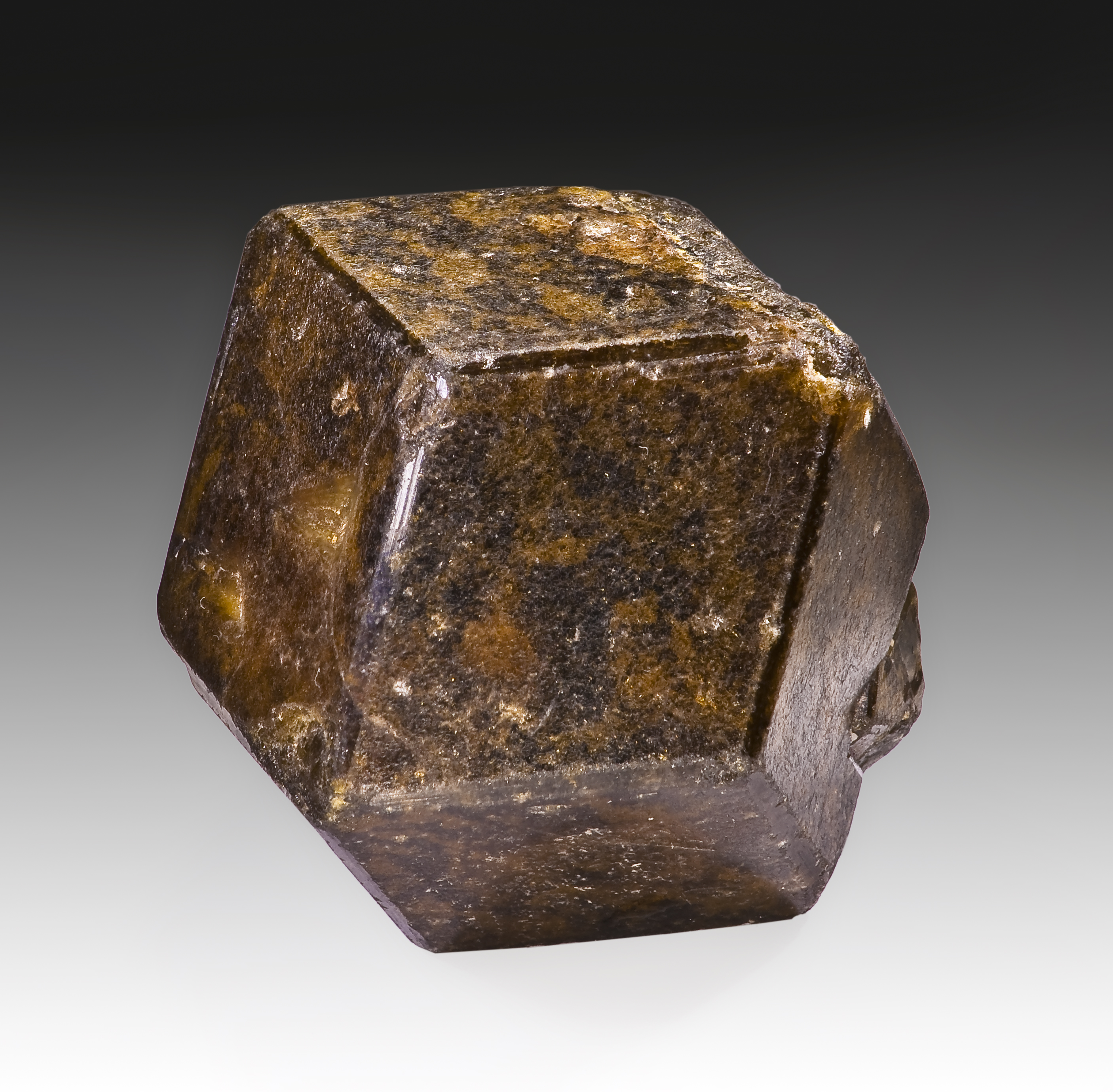
Cristallo dodecaedrico di Andradite

L'area A ed il volume V del dodecaedro rombico il cui spigolo ha lunghezza a sono le seguenti:

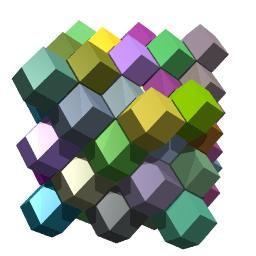
Tassellatura dello spazio con dodecaedri rombici

{\displaystyle A=8{\sqrt {2}}a^{2}\approx 11.3137085a^{2}}
{\displaystyle V={\frac {16}{9}}{\sqrt {3}}a^{3}\approx 3.07920144a^{3}}

## Tassellatura
Con infinite copie del dodecaedro rombico è possibile creare una tassellatura dello spazio.

## Altri solidi

### Dodecaedro trapezoidale

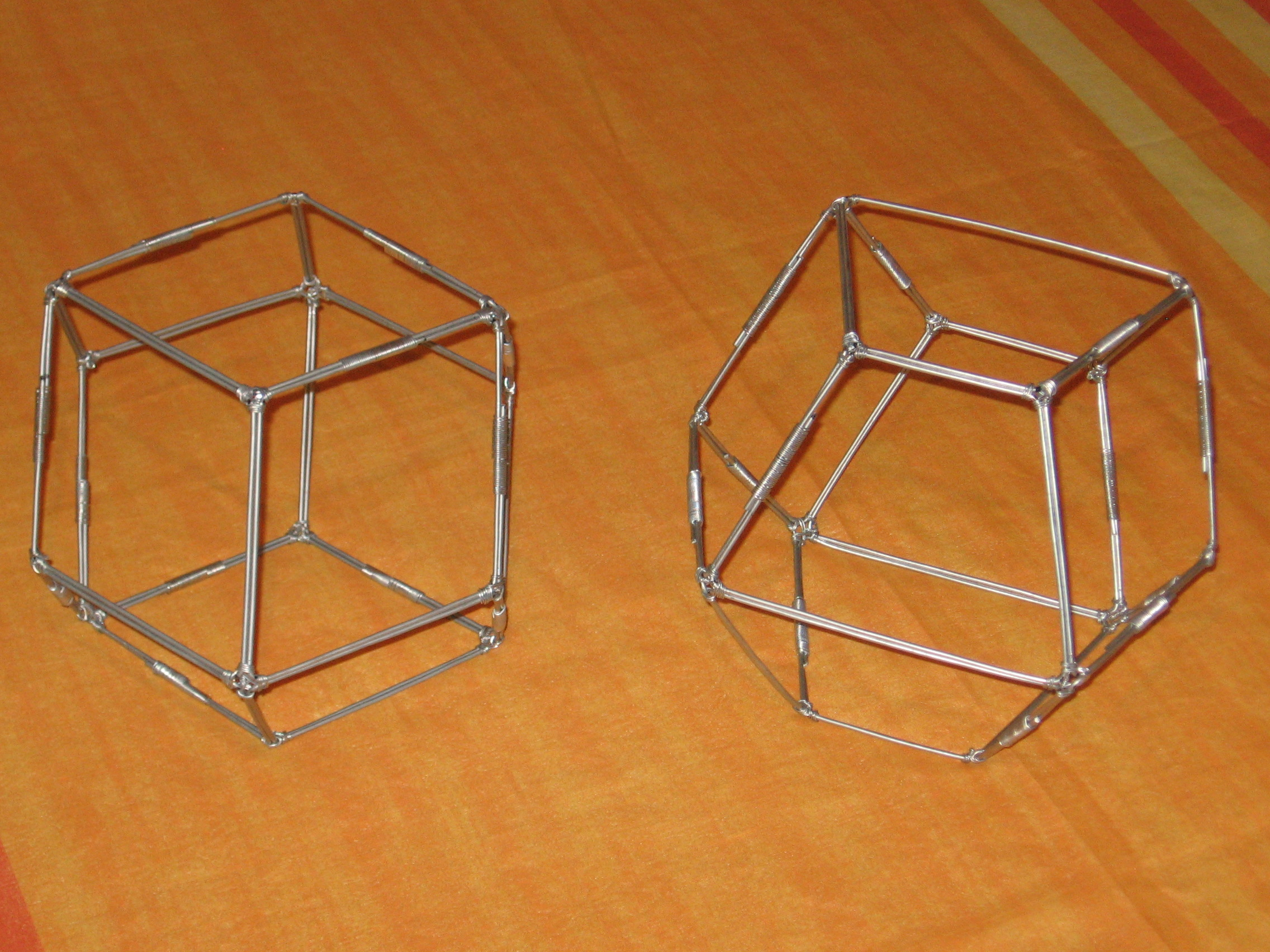
Dodecaedro rombico e rombotrapezoidale: modelli in filo metallico dello scheletro essenziale (vertici e spigoli).

Il dodecaedro rombico contiene 6 esagoni regolari: 4 lati di ciascun esagono sono spigoli, 2 sono contenuti in facce del dodecaedro rombico. Ognuno dei 24 spigoli appartiene a un solo esagono, ognuna delle 12 facce contiene un solo lato. Tagliando lungo uno di essi, ruotando una delle due cupole risultanti e reincollando, si ottiene un solido differente, che potrebbe essere chiamato dodecaedro rombotrapezoidale.
I due solidi hanno lo stesso numero di vertici, spigoli e facce, lo stesso volume, la stessa area di superficie, e lo stesso tipo di cuspidi. Il dodecaedro rombotrapezoidale si differenzia dal dodecaedro rombico perché ha facce trapezoidali e spigoli di lunghezze differenti. 
Questo procedimento di taglio lungo un esagono e rotazione si verifica anche nel duale cubottaedro. La relazione fra dodecaedro rombico e rombotrapezoidale è una isomeria geometrica.

## Altri solidi
Molti altri solidi possono essere costruiti a partire dal dodecaedro rombico.
- Le diagonali minori delle facce formano gli spigoli di un cubo.
- Le diagonali maggiori delle facce formano gli spigoli di un ottaedro regolare.
- Tutte le diagonali delle facce formano gli spigoli del poliedro composto formato dal cubo e dall'ottaedro, uno duale dell'altro, i cui spigoli si bisecano.

D'altra parte, il dodecaedro rombico è costruito a partire da altri solidi.
- Le intersezioni di tutti gli spigoli dei tre ottaedri del poliedro di Escher (un poliedro composto), sono vertici di un dodecaedro rombico.